# Chagee
Chagee (tất cả viết in hoa) là một chuỗi cửa hàng trà sữa của Trung Quốc, do Trương Tuấn Kiệt sáng lập ở Vân Nam vào năm 2017. Tên tiếng Trung của thương hiệu (霸王茶姬; Bà Wáng chájī; 'Bá Vương trà cơ') dựa trên vở kinh kịch Bá Vương biệt cơ (bính âm: Bà Wáng Bié Jī) với logo dựa trên diễn viên kịch hoa đán.
Sản phẩm đặc trưng của thương hiệu là trà sữa trân châu được pha với sữa tươi cho vào trà lá nguyên, với tên đặt theo những bài thơ cổ của Trung Quốc. Thức uống có giá chung là 20 Nhân dân tệ (tương đương 2,75 đô la Mỹ). Mục tiêu mà chuỗi cửa hàng hướng đến được miêu tả là trở thành 'Starbucks phương Đông', trong khi trước đây thương hiệu có phong cách và sản phẩm giống với chuỗi cửa hàng trà sữa Chayan Yuese. Túi đựng trà sữa của Chagee cũng được đem so sánh với túi của Dior. Công ty hoạt động theo mô hình nhượng quyền kinh doanh.

## Lịch sử hoạt động
Nhà sáng lập Trương Tuấn Kiệt được cho là "không có trình độ học vấn cơ bản" hoặc "học vấn thấp", song đã làm học việc ở cửa hàng trà sữa lúc còn trẻ. Sau đó anh vừa lấy thêm kinh nghiệm quản trị công ty, vừa làm tại một công ty khởi nghiệp có trụ sở ở Thượng Hải. Sau khi chứng kiến buổi khai trương một cửa hàng của Hey Tea, vào năm 2017, anh mở cửa hàng Chagee ở Côn Minh. Năm 2021, trụ sở công ty chuyển về Thành Đô. Năm 2019, công ty khai trương cửa hàng đầu tiên ở Malaysia cũng như Singapore. Năm 2022, công ty mở cửa hàng đầu tiên ở Thái Lan. Trong Thế vận hội Mùa hè 2024, Chagee điều hành một cửa hàng pop-up ở Paris. Tính đến năm 2024, phần lớn trong số 100 cửa hàng ở nước ngoài nằm tại Malaysia.
Các phương tiện truyền thông ước tính doanh thu của nhãn hàng sẽ đạt 500 triệu Nhân dân tệ (RBM) vào năm 2022. Năm 2023, công ty mở 2.317 cửa hàng mới, đạt doanh thu 10,8 tỷ RBM. Tính đến năm 2024, đã có hơn 4.000 cửa hàng Chagee trên toàn thế giới.

### Singapore
CHAGEE lần đầu gia nhập thị trường Singapore vào năm 2019 theo mô hình nhượng quyền, và đã mở rộng lên mười hai cửa hàng khắp đảo vào năm 2021. Thương hiệu đã rút hoạt động nhượng quyền vào đầu năm 2024 như một phần trong quyết định chuyển sang các cửa hàng do công ty sở hữu. CHAGEE tái xuất ở Singapore vào ngày 2 tháng 8 năm 2024 tại Orchardgateway, sau đó tiếp tục mở các cửa hàng mới tại Plaza Singapura và Raffles Place. Singapore cũng là trụ sở khu vực Đông Nam Á của CHAGEE.Vào tháng 5 năm 2025, CHAGEE đã khai trương cửa hàng sử dụng ngôn ngữ ký hiệu đầu tiên tại Singapore, tọa lạc trong khuôn viên Đại học Quốc gia Singapore (NUS).

## Hàm lượng cafein
Một số thức uống trà đen mà Chagee bán ra bị phát hiện có hàm lượng polyphenol và cafein cao, lên tới 150 mg cafein/470 ml. Hàm lượng này tuy nằm trong hạn chế tiêu thụ an toàn, song có thể làm một số khách hàng khó chịu.

## Tranh cãi

### Tranh cãi về gian lận 'Tear & Win'
Tháng 11 năm 2024, Chagee tổ chức một lễ xổ số 'Tear & Win' nhân kỷ niệm bảy năm thương hiệu hoạt động ở Malaysia. Một người Malaysia trên X là naquib đã đăng tải một video lan truyền ghi lại nhân viên đứng tại cửa hàng của Chagee đang "kiểm tra" những chiếc cốc đặc biệt để xem các mảnh giấy trong gốc in gì. Hành động đã làm cộng đồng internet nước này nghi ngờ gian lận xổ số. Sau khi video lan truyền, Chagee Malaysia quyết định tiến hành hành động pháp lý chống naquib vì tội phỉ báng và yêu cầu anh ta xóa video ngay lập tức để bảo vệ quyền riêng tư của nhân viên công ty.
Sau khi gây phẫn nộ trong dư luận Malaysia, Chagee đăng đàn xin lỗi và thông báo hành vi trên không phản ánh đúng tiêu chuẩn của công ty. Nhằm ngăn ngừa sự cố tương tư tái diễn, Chagee đã chuyển từ hệ thống quà tặng sang tặng các vật phẩm trực tiếp qua phiếu mã QR.

### Tranh cãi đường chín đoạn
Khi Chagee dự kiến mở cửa hàng đầu tiên ở Việt Nam tại Quận 1, Thành phố Hồ Chí Minh, thương hiệu đã gây tranh cãi khi mô tả đường chín đoạn trên ứng dụng di động của Chagee. Bản đồ này đã gây bức xúc trong cộng đồng mạng với nhiều ý kiến kêu gọi tẩy chay nhãn hiệu này. Sau khi hình ảnh bản đồ lan truyền trên mạng xã hội, cửa hàng dự kiến mở tại Quận 1 đã gỡ bỏ biển thương hiệu và thay thế bằng hình ảnh nền đen với quốc kỳ Việt Nam cắm ở một cánh cửa nhỏ.
Ngoài Việt Nam, hình ảnh bản đồ của Chagee cũng gây phẫn nộ ở Maylaysia. Một trang Facebook có tên gọi "Malaysian-souled Chinese" đã dẫn đầu phong trào phản đối hành vi này vì công ty đã xúc phạm chủ quyền lãnh thổ của Malaysia.